# Matthew Lowton
Matthew John Lowton (Chesterfield, Derbyshire, Inglaterra, 9 de junio de 1989) es un futbolista inglés. Juega de defensa y su equipo es el Precision F. C. de Emiratos Árabes Unidos.

## Trayectoria
Entró a las inferiores del Sheffield United en 2004, en 2008 fue enviado a préstamo al Sheffield F. C. y en 2009 al Ferencváros de Hungría. Ya en 2010, fue promovido al primer equipo.
Tras tres temporadas en Sheffield, fichó por el Aston Villa F. C. Jugó tres años en el club, disputando 72 encuentros de Premier League, hasta su ingreso al Burnley F. C. en 2015. Durante siete campañas participó en más de 200 partidos y en enero de 2023 fue cedido al Huddersfield Town A. F. C. para lo que quedaba de temporada. Tras la misma abandonó definitivamente Burnley al expirar su contrato. Entonces estuvo sin equipo hasta que en noviembre fichó por el Witton Albion F. C. que militaba en la octava categoría. Tras esta experiencia, en septiembre de 2024, se marchó a Emiratos Árabes Unidos para jugar en el Precision F. C.

## Estadísticas
Actualizado al último partido disputado el 8 de noviembre de 2022.
| Sheffield F. C. Inglaterra | 8.ª           | 2007-08       | 17[cita requerida] | 0  | 5[cita requerida] | 0 | — | — | 22[cita requerida] | 0  |
| Sheffield F. C. Inglaterra | Total club    | Total club    | 17[cita requerida] | 0  | 5[cita requerida] | 0 | 0 | 0 | 22[cita requerida] | 0  |
| Ferencváros · Hungría | 2.ª           | 2008-09       | 11                 | 0  | 2                 | 0 | — | — | 13                 | 0  |
| Ferencváros · Hungría | 1.ª           | 2009-10       | 5                  | 0  | 2                 | 0 | — | — | 7                  | 0  |
| Ferencváros · Hungría | Total club    | Total club    | 16                 | 0  | 4                 | 0 | 0 | 0 | 20                 | 0  |
| Sheffield United F. C. Inglaterra | 2.ª           | 2009-10       | 2                  | 0  | 0                 | 0 | — | — | 2                  | 0  |
| Sheffield United F. C. Inglaterra | 2.ª           | 2010-11       | 32                 | 4  | 0                 | 0 | — | — | 32                 | 4  |
| Sheffield United F. C. Inglaterra | 3.ª           | 2011-12       | 47                 | 6  | 8                 | 0 | — | — | 55                 | 6  |
| Sheffield United F. C. Inglaterra | Total club    | Total club    | 81                 | 10 | 8                 | 0 | 0 | 0 | 89                 | 10 |
| Aston Villa F. C. Inglaterra | 1.ª           | 2012-13       | 37                 | 2  | 7                 | 0 | — | — | 44                 | 2  |
| Aston Villa F. C. Inglaterra | 1.ª           | 2013-14       | 23                 | 0  | 2                 | 0 | — | — | 25                 | 0  |
| Aston Villa F. C. Inglaterra | 1.ª           | 2014-15       | 12                 | 0  | 1                 | 0 | — | — | 13                 | 0  |
| Aston Villa F. C. Inglaterra | Total club    | Total club    | 72                 | 2  | 10                | 0 | 0 | 0 | 82                 | 2  |
| Burnley F. C. Inglaterra | 2.ª           | 2015-16       | 27                 | 1  | 0                 | 0 | — | — | 27                 | 1  |
| Burnley F. C. Inglaterra | 1.ª           | 2016-17       | 36                 | 0  | 0                 | 0 | — | — | 36                 | 0  |
| Burnley F. C. Inglaterra | 1.ª           | 2017-18       | 26                 | 0  | 1                 | 0 | — | — | 27                 | 0  |
| Burnley F. C. Inglaterra | 1.ª           | 2018-19       | 21                 | 0  | 1                 | 0 | 2 | 0 | 24                 | 0  |
| Burnley F. C. Inglaterra | 1.ª           | 2019-20       | 17                 | 0  | 3                 | 0 | — | — | 20                 | 0  |
| Burnley F. C. Inglaterra | 1.ª           | 2020-21       | 34                 | 1  | 6                 | 0 | — | — | 40                 | 1  |
| Burnley F. C. Inglaterra | 1.ª           | 2021-22       | 25                 | 1  | 2                 | 0 | — | — | 27                 | 1  |
| Burnley F. C. Inglaterra | 2.ª           | 2022-23       | 0                  | 0  | 2                 | 0 | — | — | 2                  | 0  |
| Burnley F. C. Inglaterra | Total club    | Total club    | 186                | 3  | 15                | 0 | 2 | 0 | 203                | 3  |
| Total carrera | Total carrera | Total carrera | 372                | 15 | 42                | 0 | 2 | 0 | 416                | 15 |
| (1) Incluye datos de la FA Cup, la Copa de la Liga de Hungría, la Copa de la Liga de Inglaterra, el Football League Trophy y el Sheffield & Hallamshire Senior Cup. (2) Incluye datos de la Liga Europa de la UEFA. |               |               |                    |    |                   |   |   |   |                    |    |

## Palmarés

### Títulos nacionales
| Título                       | Club          | País       | Año     |
| ---------------------------- | ------------- | ---------- | ------- |
| Football League Championship | Burnley F. C. | Inglaterra | 2015-16 |